# Bulbophyllum caecum
Bulbophyllum caecum är en orkidéart som beskrevs av Johannes Jacobus Smith. Bulbophyllum caecum ingår i släktet Bulbophyllum och familjen orkidéer. Inga underarter finns listade i Catalogue of Life.